# Lawrence Mukkuzhy
Lawrence Mukkuzhy (ur. 31 sierpnia 1951 w Sullia) – indyjski duchowny syromalabarski, od 1991 biskup Belthangady.